# Ą̈
Ą̈ (minuscule : ą̈), appelé A tréma ogonek, est une lettre latine utilisée dans l’écriture du han, du otomi de la sierra, et du tutchone du Sud.
Il s’agit de la lettre A diacritée d’un tréma et d’un ogonek.

## Représentations informatiques
Le A tréma ogonek peut être représenté avec les caractères Unicode suivants : 
- composé et normalisé NFC (latin étendu A, diacritiques) :

| formes    | représentations | chaînes de caractères | points de code | descriptions                                       |
| --------- | --------------- | --------------------- | -------------- | -------------------------------------------------- |
| capitale  | Ą̈               | Ą◌̈                    | U+0104 U+0308  | lettre majuscule latine a ogonek diacritique tréma |
| minuscule | ą̈               | ą◌̈                    | U+0105 U+0308  | lettre minuscule latine a ogonek diacritique tréma |

- décomposé et normalisé NFD (latin de base, diacritiques) :

| formes    | représentations | chaînes de caractères | points de code       | descriptions                                                   |
| --------- | --------------- | --------------------- | -------------------- | -------------------------------------------------------------- |
| capitale  | Ą̈               | A◌̨◌̈                   | U+0041 U+0328 U+0308 | lettre majuscule latine a diacritique ogonek diacritique tréma |
| minuscule | ą̈               | a◌̨◌̈                   | U+0061 U+0328 U+0308 | lettre minuscule latine a diacritique ogonek diacritique tréma |